# Käkkirurgi

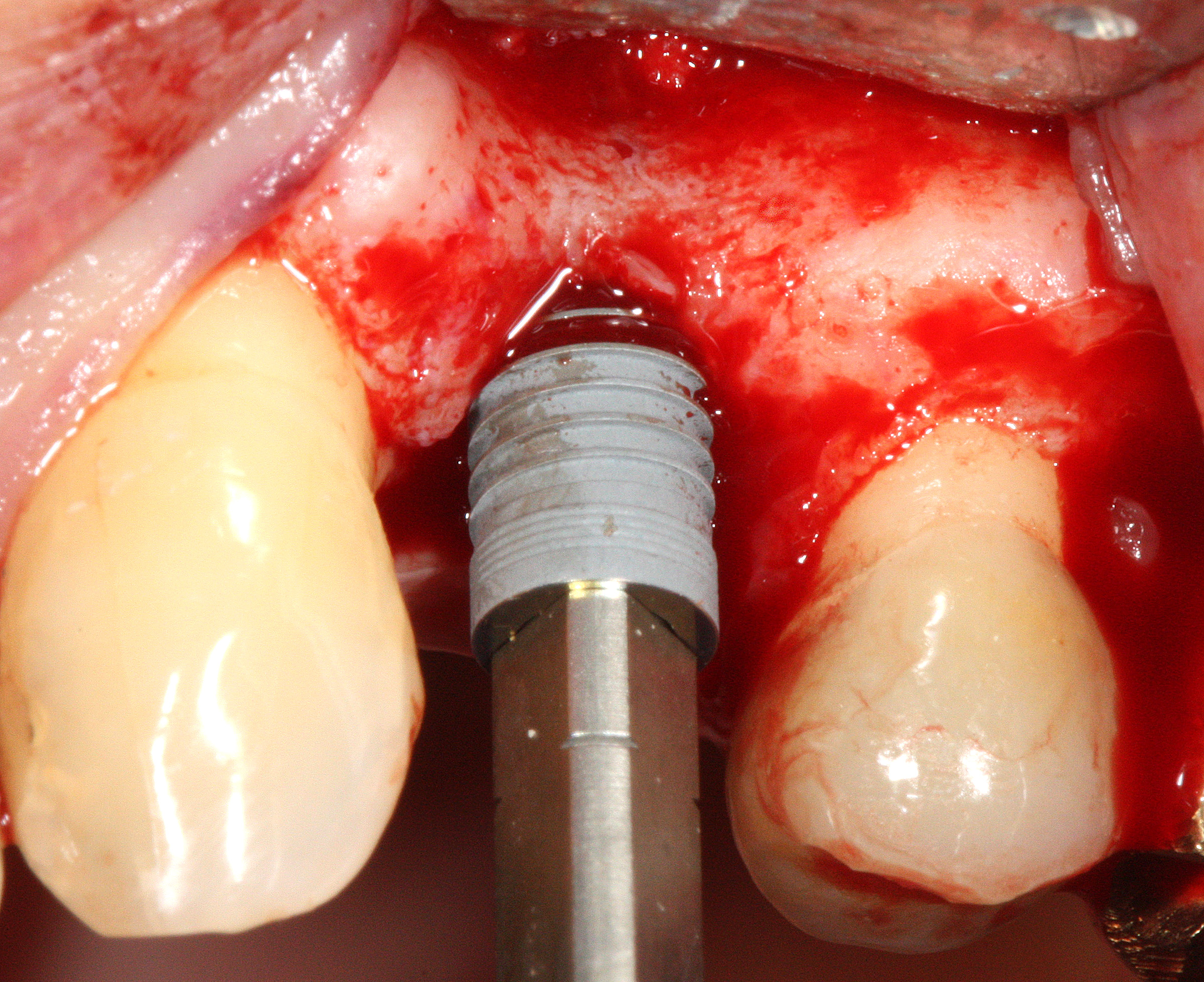
Implantatinstallation.

Käkkirurgi är en kirurgisk disciplin som diagnostiserar och behandlar sjukdomar samt defekter i munhåla, käkar, ansikte samt angränsande områden. I specialiteten ingår också diagnostisering och behandling av oralmedicinska tillstånd. Specialiteten gränsar till de medicinska specialiteterna öron-näsa-hals och plastikkirurgi.

## Beskrivning
Käkkirurgi är i Sverige en odontologisk specialitet som utövas av specialistutbildad tandläkare, en så kallad käkkirurg. Specialister i käkkirurgi har en i förhållande till enbart legitimerade tandläkare kraftigt utökad förskrivningsrätt. Käkkirurger får förskriva läkemedel för diagnostik och behandling av sjukdomar, skador och defekter i käkar, munhåla och omgivande vävnader.
Mindre polikliniska ingrepp såsom installation av dentala implantat, dentoalveolär kirurgi (exempelvis operativt avlägsnande av tänder med frambrottshinder) samt biopsi/excision av slemhinneförändringar med misstänkt oral patologi sker vanligen under lokalbedövning och vid behov även med sedering. 
Mer omfattande ingrepp såsom korrigering av bettfel (ortognatkirurgi), ansiktsfrakturer, käkleder (exempelvis diskektomi), incision och dränering av större abscesser samt rekonstruktionsbehandling kräver dock narkos.

## Internationellt
Käkkirurgi innebär i stor utsträckning sjukhusbunden kirurgi med inneliggande patienter. Därmed kan käkkirurgi betraktas som en specialitet som ligger mellan medicin och odontologi. Olika länder bemöter behovet av medicinsk kompetens och behörighet olika.  
I de flesta europeiska länderna, såsom England och Tyskland, är det ett krav med både läkar- och tandläkarexamen. I USA, Kanada och Australien är det vanligt men valbart att även tillägna sig läkarkompetens inom ramen för specialistutbildningen. I andra länder, såsom Frankrike, Italien och Ryssland, är käkkirurgi en ren läkarspecialitet utan krav på tandläkarexamen.
I ett fåtal länder, såsom Sverige och Danmark, baseras specialistutbildningen i käkkirurgi enbart på en tandläkarexamen. 

## Dubbla examina
En omröstning visade att en majoritet av medlemmarna i svensk käkkirurgisk förening förespråkade dubbelutbildning för käkkirurger. Socialstyrelsen bedömde 2006 i strid med denna omröstning att behov av dubbelutbildning inte förelåg vid tidpunkten. En känd problematik som även Socialstyrelsen angav som underlag för sitt beslut är att en dubbelutbildning innebär en mycket lång utbildningstid. Den långa utbildningstiden gör att många länder försöker optimera genomförandet på olika sätt för att minska den totala längden. Enstaka utbildningsorter i Sverige, såsom Uppsala och tidigare även Linköping och Umeå bedriver specialistutbildning med dubbla examina i syfte att uppnå en förbättrad och mer internationellt gångbar standard.